# Serie (matemática)
En matemática, una serie es la generalización de la noción de suma, aplicada a los infinitos términos de una sucesión, lo que suele escribirse con el símbolo de sumatorio:
{\displaystyle S=\sum _{n=1}^{\infty }a_{n}=a_{1}+a_{2}+a_{3}+a_{4}+a_{5}+a_{6}+\cdots }
donde {\displaystyle a_{k}} es el «término general» de la sucesión, que usualmente se expresa por medio de un regla, o se obtiene a partir de un algoritmo.
La generalización mediante la cual se llega a la definición de la serie sigue un método particular de construcción. Este procedimiento para sumar los términos de la sucesión  {\displaystyle \{a_{n}\}=\{a_{1},a_{2},a_{3},\cdots ,a_{N},\cdots \}} se denota como la sucesión:
{\displaystyle \{S_{N}\}=\{a_{1},a_{1}+a_{2},a_{1}+a_{2}+a_{3},\cdots ,a_{1}+a_{2}+a_{3}+\cdots +a_{N},\cdots \}}
la cual hace referencia al siguiente procedimiento:
| denominación formal                                                 | denominación ordinal         | elementos de {\displaystyle \{a_{n}\}} que se suman     | notación como suma parcial | notación como sumatorio                    |
| ------------------------------------------------------------------- | ---------------------------- | ------------------------------------------------------- | -------------------------- | ------------------------------------------ |
| suma parcial del primer término de la serie                         | primera suma                 | {\displaystyle a_{1}}                                   | {\displaystyle S_{1}}      | {\displaystyle \sum _{n=1}^{1}a_{n}}       |
| suma parcial de los primeros {\displaystyle 2} términos de la serie | segunda suma                 | {\displaystyle a_{1}+a_{2}}                             | {\displaystyle S_{2}}      | {\displaystyle \sum _{n=1}^{2}a_{n}}       |
| suma parcial de los primeros {\displaystyle 3} términos de la serie | tercera suma                 | {\displaystyle a_{1}+a_{2}+a_{3}}                       | {\displaystyle S_{3}}      | {\displaystyle \sum _{n=1}^{3}a_{n}}       |
| ...                                                                 | ...                          | ...                                                     | ...                        | ...                                        |
| suma parcial de los primeros {\displaystyle N} términos de la serie | {\displaystyle N}-ésima suma | {\displaystyle a_{1}+a_{2}+a_{3}+\cdots +a_{N}}         | {\displaystyle S_{N}}      | {\displaystyle \sum _{n=1}^{N}a_{n}}       |
| ...                                                                 | ...                          | ...                                                     | ...                        | ...                                        |
| serie                                                               |                              | {\displaystyle a_{1}+a_{2}+a_{3}+\cdots +a_{N}+\cdots } | {\displaystyle S}          | {\displaystyle \sum _{n=1}^{\infty }a_{n}} |

A diferencia de las sumas finitas ({\displaystyle N}-ésimas sumas), las series requieren de herramientas del análisis matemático para ser debidamente comprendidas y manipuladas. La secuencia infinita de sumas que implica una serie no puede llevarse a cabo de forma efectiva (al menos en un tiempo finito). Sin embargo, si el conjunto al que pertenecen los términos y sus sumas finitas tiene una noción de límite, a veces es posible asignar un valor numérico a una serie. El estudio de las series que puede estudiarse mediante esta noción de límite consiste en evaluar la suma de un número finito {\displaystyle n} de términos sucesivos ({\displaystyle N}-ésima suma), y mediante un paso al límite, identificar el comportamiento de la serie a medida que {\displaystyle n} crece indefinidamente.
{\displaystyle S=\lim _{N\to \infty }S_{N}=\lim _{N\to \infty }\sum _{n=1}^{N}a_{n}=\sum _{n=1}^{\infty }a_{n}=a_{1}+a_{2}+a_{3}+\cdots +a_{N}+\cdots }
Cuando este límite existe, lo cual no siempre ocurre, se dice que la serie es convergente o sumable, o que la sucesión {\displaystyle \{a_{1},a_{2},a_{3},\ldots \}} es sumable, y el número obtenido es denominado "límite de la serie" o "suma total de la serie". En caso contrario, se dice que la serie es divergente, para fines prácticos se expresa verbalmente que "la serie diverge a {\displaystyle +\infty }" o "la serie diverge a {\displaystyle -\infty }" dependiendo del resultado. Existe una gran cantidad de métodos para determinar la convergencia o divergencia de las series, sin necesidad de calcular explícitamente el valor de la serie.
La noción de serie se puede generalizar a otros objetos matemáticos para los cuales la operación suma esté definida, tal como los números, los vectores, las matrices, las funciones, etc. De particular interés en matemáticas son las series de potencias.
Durante mucho tiempo, la idea de que tal potencialmente infinito de la suma pudiera producir un resultado finito fue considerada paradójica. Esta paradoja se resolvió utilizando el concepto de límite durante el siglo XVII. La paradoja de Zenón de Aquiles y la tortuga ilustra esta propiedad contraintuitiva de las sumas infinitas: Aquiles corre detrás de una tortuga, pero cuando alcanza la posición de la tortuga al principio de la carrera, la tortuga ha alcanzado una segunda posición; cuando alcanza esta segunda posición, la tortuga está en una tercera posición, y así sucesivamente. Zenón llegó a la conclusión de que Aquiles no podría nunca alcanzar a la tortuga, y por tanto ese movimiento no existe. Zenón dividió la carrera en infinitas subcarreras, cada una de las cuales requiere una cantidad finita de tiempo, de modo que el tiempo total para que Aquiles alcance a la tortuga viene dado por una serie. La resolución de la paradoja es que, aunque la serie tiene un número infinito de términos, tiene una suma finita, que da el tiempo necesario para que Aquiles alcance a la tortuga.
En terminología moderna, cualquier secuencia infinita (ordenada) {\displaystyle (a_{1},a_{2},a_{3},\ldots )} de términos (es decir, números, funciones, o cualquier cosa que se pueda sumar) define una serie, que es la operación de sumar los ai uno tras otro. Para enfatizar que hay un número infinito de términos, una serie puede llamarse una serie infinita.
La notación :{\displaystyle \textstyle \sum _{i=1}^{\infty }a_{i}} denota tanto la serie -es decir, el proceso implícito de sumar los términos uno tras otro indefinidamente- como, si la serie es convergente, la suma de la serie -el resultado del proceso-. Esta es una generalización de la convención similar de denotar por {\displaystyle a+b} tanto la adición-el proceso de sumar-y su resultado-la suma de a y b.
Generalmente, los términos de una serie proceden de un anillo, a menudo el campo {\displaystyle \mathbb {R} } de los números reales o el campo {\displaystyle \mathbb {C} } de los números complejos. En este caso, el conjunto de todas las series es a su vez un anillo (e incluso un álgebra asociativa), en el que la suma consiste en sumar las series término a término, y la multiplicación es el producto de Cauchy.

## Propiedades básicas
Una serie infinita o simplemente una serie es una suma infinita, representada por una expresión infinita de la forma
{\displaystyle a_{0}+a_{1}+a_{2}+\cdots ,}
donde {\displaystyle (a_{n})} es cualquier  secuencia ordenada de términos, como números, funciones, o cualquier otra cosa que se pueda añadir (un grupo abeliano).  Es una expresión que se obtiene a partir de la lista de términos {\displaystyle a_{0},a_{1},\dots } colocándolos uno al lado del otro, y uniéndolos con el símbolo "+".  Una serie también puede representarse utilizando notación de suma, como por ejemplo
{\displaystyle \sum _{n=0}^{\infty }a_{n}.}
Si un grupo abeliano A de términos tiene un concepto de límite (por ejemplo, si es un espacio métrico), entonces algunas series, las  series convergentes, pueden interpretarse como si tuvieran un valor en A, llamado la suma de las series. Esto incluye los casos comunes de cálculo, en los que el grupo es el campo de números reales o el campo de números complejos. Dada una serie 
{\displaystyle s=\sum _{n=0}^{\infty }a_{n}}
, su suma parcial de k-ésimo es
{\displaystyle s_{k}=\sum _{n=0}^{k}a_{n}=a_{0}+a_{1}+\cdots +a_{k}.}
Por definición, la serie {\displaystyle \textstyle \sum _{n=0}^{\infty }a_{n}} converge al límite L (o simplemente suma a L), si la secuencia de sus sumas parciales tiene un límite L. En este caso, se suele escribir
{\displaystyle L=\sum _{n=0}^{\infty }a_{n}.}
Se dice que una serie es convergente si converge a algún límite, o divergente cuando no lo hace. El valor de este límite, si existe, es entonces el valor de la serie.

## Carácter de las series
Muchas de las propiedades generales de las series suelen enunciarse en términos de las sumas parciales asociadas.

### Sumas parciales
Para cualquier sucesión {\displaystyle \{a_{n}\}} de números racionales, reales, complejos, funciones, etc., la serie asociada se define como la suma formal ordenada:
{\displaystyle S=\sum _{n=1}^{\infty }a_{n}=a_{1}+a_{2}+a_{3}+\cdots }
La sucesión de sumas parciales {\displaystyle \{S_{N}\}} asociada a la sucesión {\displaystyle \{a_{n}\}} está definida para cada número natural {\displaystyle N} como la suma de los {\displaystyle N} primeros términos de la sucesión {\displaystyle \{a_{n}\}}, desde {\displaystyle a_{1}} hasta {\displaystyle a_{N}}, ambos inclusive:
{\displaystyle S_{N}=\sum _{n=1}^{N}a_{n}=a_{1}+a_{2}+\cdots +a_{N}.}

### Convergencia
Por definición, la serie {\displaystyle \sum _{n=1}^{\infty }a_{n}} converge al límite {\displaystyle S\ } si y solo si la sucesión de sumas parciales asociada  {\displaystyle S_{N}} converge a {\displaystyle S\ }. Esta definición suele escribirse como
{\displaystyle \sum _{n=1}^{\infty }a_{n}=S\quad \Longleftrightarrow \quad \lim _{N\rightarrow \infty }S_{N}=S}
En caso de que {\displaystyle \{S_{N}\}} sea convergente, y su límite sea {\displaystyle S}, se dice que {\displaystyle S} es la suma de la serie.
Puede ser que la sucesión de sumas parciales {\displaystyle \{S_{N}\}} sea divergente, es decir, que tienda a más o a menos infinito. En tal caso se dice que la serie es divergente. También cabe la posibilidad de que no se den ninguna de las dos circunstancias anteriores, por ejemplo la sucesión
{\displaystyle \{1,-1,1,-1,\cdots \}}
tiene una sucesión de sumas parciales oscilante:
{\displaystyle \{1,0,1,0,\cdots \}}
con lo cual no es convergente ni divergente.

### Convergencia absoluta
Una serie {\displaystyle S=\sum _{n=1}^{\infty }a_{n}} se dice que es absolutamente convergente, o que su convergencia es absoluta, si es convergente la serie en la que se suman los mismos términos pero en valor absoluto:
{\displaystyle \sum _{n=1}^{\infty }|a_{n}|.}
Esta condición es más estricta que la anterior, es decir, si una serie es absolutamente convergente entonces es convergente en el sentido ordinario. Lo contrario no es cierto: hay series convergentes que no son absolutamente convergentes. Tales series se dice que son condicionalmente convergentes. Bernhard Riemann probó un teorema que establece que, dada una serie condicionalmente convergente, se pueden reordenar sus términos de forma que la serie resultante converja (en sentido ordinario) a cualquier valor arbitrario o incluso que diverja.

## Ejemplos de series
- Una serie geométrica es la serie de una sucesión geométrica: aquella en la que cada término se obtiene multiplicando el anterior por una constante {\displaystyle r}, llamada razón de la sucesión. Por ejemplo, para una razón {\displaystyle r={\frac {1}{2}}}:

{\displaystyle S=1+{\cfrac {1}{2}}+{\cfrac {1}{4}}+{\cfrac {1}{8}}+{\cfrac {1}{16}}+\cdots =\sum _{n=0}^{\infty }{\cfrac {1}{2^{n}}}}
En general, una serie geométrica es convergente si y solo si {\displaystyle |r|<1} y en tal caso, la serie converge a 
{\displaystyle S=\sum _{n=0}^{\infty }r^{n}={\frac {1}{1-r}}}
- La serie armónica es la serie

{\displaystyle S=1+{\cfrac {1}{2}}+{\cfrac {1}{3}}+{\cfrac {1}{4}}+{\cfrac {1}{5}}+\cdots =\sum _{n=1}^{\infty }{\cfrac {1}{n}}}
La serie armónica es divergente.
- Una generalización de la serie armónica son las p-series:

{\displaystyle S=1+{\cfrac {1}{2^{p}}}+{\cfrac {1}{3^{p}}}+{\cfrac {1}{4^{p}}}+{\cfrac {1}{5^{p}}}+\cdots =\sum _{n=1}^{\infty }{\cfrac {1}{n^{p}}}}
para cualquier número real {\displaystyle p}. Una p-serie es convergente si {\displaystyle p>1} y diverge en otro caso. El caso límite {\displaystyle p=1} es precisamente la serie armónica, que diverge.
- Una serie alternada es una serie donde cada término cambia de signo respecto del anterior:

{\displaystyle S=1-{\cfrac {1}{2}}+{\cfrac {1}{3}}-{\cfrac {1}{4}}+{\cfrac {1}{5}}-\cdots =\sum _{n=1}^{\infty }(-1)^{n+1}{\cfrac {1}{n}}}
- Una serie telescópica es la suma {\displaystyle \textstyle \sum a_{n}}, donde {\displaystyle a_{n}=b_{n}-b_{n+1}}, es decir

{\displaystyle S=\sum _{n=0}^{\infty }(b_{n}-b_{n+1})}
La convergencia de dicha serie y su suma se pueden calcular fácilmente, ya que:
{\displaystyle S_{N}=(b_{0}-b_{1})+(b_{1}-b_{2})+\cdots +(b_{N-1}-b_{N})+(b_{N}-b_{N+1})=b_{0}-b_{N+1}}
Por lo que
{\displaystyle S=\lim _{N\to \infty }(b_{0}-b_{N+1})=b_{0}-\lim _{N\to \infty }b_{N}.}
- Una serie hipergeométrica es una serie de la forma:

{\displaystyle S=\sum _{n=0}^{\infty }a_{n}\quad {\text{con}}\quad {\cfrac {a_{n+1}}{a_{n}}}={\cfrac {P(n)}{Q(n)}}}
donde {\displaystyle P} y {\displaystyle Q} son polinomios en {\displaystyle n}.
- Para los números reales, su representación decimal puede expresarse como una serie. Por ejemplo, el número con expansión periódica

{\displaystyle 0.1111\dots }
se puede expresar mediante la serie
{\displaystyle \sum _{n=1}^{\infty }{\frac {1}{10^{n}}}}
Dado que estas series siempre convergen en los números reales, no hay diferencia entre este tipo de series y los números decimales que representan. Por ejemplo, {\displaystyle 0,111...={\frac {1}{9}}};  {\displaystyle 1=0,9999...} (véase la entrada «0,9 periódico»).

## Criterios de convergencia
Se puede demostrar que la serie {\displaystyle \sum _{n=1}^{\infty }a_{n}} es convergente si y solo si
{\displaystyle \lim _{m,n\to \infty }a_{n+1}+\cdots +a_{m}=0,}
resultado de que la sucesión de sumas parciales es convergente si y solo si es una sucesión de Cauchy (en un espacio completo). Si todos los términos {\displaystyle a_{n}} son cero a partir de cierto {\displaystyle N}, entonces se cumple la condición anterior, y de hecho la serie se puede identificar con una suma finita. En el caso general, cuando existen infinitos términos no nulos, este resultado no tiene especial utilidad en la práctica. No obstante sí que proporciona una condición necesaria para que una serie sea convergente:
| Si la serie {\displaystyle \sum _{n=1}^{\infty }a_{n}} converge, entonces {\displaystyle \lim _{n\to \infty }a_{n}=0.} |

Existen diversos criterios para determinar si una serie es convergente. Varios de ellos se basan en determinar como de rápido tienden a cero los términos de la sucesión que se suma. De esta clase son el criterio del cociente (o de d'Alembert), el Criterio de la raíz (o de Cauchy) y el criterio de Raabe. Otros métodos se basan en comparar la serie con otra de la que se conozca su convergencia. De este género son el método de la mayorante (o de la M) y el método del paso al límite del cociente.
Se conocen resultados concretos cuando los términos de la sucesión cumplen alguna condición. Por ejemplo, si la serie es alternante, el criterio de Leibniz dictamina que la serie converge si y solo si
{\displaystyle \lim _{n\to \infty }a_{n}=0\quad {\mbox{y}}\quad |a_{n}|\ {\mbox{es monótona decreciente.}}}

Comparación de la serie armónica con la cota inferior dada por la integral en el intervalo).

Para el caso de que todos los términos sean no negativos, la serie converge si y solo si la sucesión de sumas parciales es acotada. Para este tipo de series se puede emplear el criterio de la integral: si el término general viene dado por {\displaystyle a_{n}=f(n)}, siendo {\displaystyle f(n)} una función real monótona, decreciente y no negativa, entonces el valor de la serie está acotado inferior y superiormente por las siguientes integrales impropias:
{\displaystyle \int _{1}^{\infty }f(x)dx\ <\ \sum _{n=1}^{\infty }f(n)\ <f(1)+\int _{2}^{\infty }f(x-1)dx.}
En particular, la serie tiene el mismo carácter (convergente o divergente) que la integral del lado izquierdo de la desigualdad. Por ejemplo, en el caso de la serie armónica, donde {\displaystyle a_{n}=1/n}, la convergencia de la serie depende de la convergencia de la integral
{\displaystyle \int _{1}^{\infty }{\frac {dx}{x}}={\Big [}\log x{\Big ]}_{1}^{\infty }\to \infty }
por lo que la serie armónica es divergente.

## Operaciones con series
Es posible definir la suma de dos series convergentes de la siguiente manera: dadas {\displaystyle \sum _{n=1}^{\infty }a_{n}=A} y {\displaystyle \sum _{n=1}^{\infty }b_{n}=B}, se define la suma
{\displaystyle \sum _{n=1}^{\infty }a_{n}+\sum _{n=1}^{\infty }b_{n}=\sum _{n=1}^{\infty }(a_{n}+b_{n})=A+B.}
De análoga manera se define el producto por un escalar {\displaystyle c} como
{\displaystyle c\sum _{n=1}^{\infty }a_{n}=\sum _{n=1}^{\infty }(c\cdot a_{n})=cA.}
Con estas dos operaciones, se puede dotar de estructura de espacio vectorial a conjuntos de series.
El producto de dos series no resulta tan inmediato. Con frecuencia se considera el llamado producto de Cauchy, que se define como 
{\displaystyle \sum _{n=1}^{\infty }c_{n}=\sum _{n=1}^{\infty }\left(\sum _{k=1}^{n}a_{k}b_{n-k}\right)}
El producto de dos series convergentes puede no ser convergente. No obstante, por uno de los teoremas de Mertens, si ambas series convergen, y una de ellas lo hace absolutamente, entonces la suma del producto converge al producto de las sumas.